# Фабио Аурелио
Фа̀био Аурѐлио Родрѝгеш (на португалски: Fábio Aurélio Rodrigues, изговаря се по-близко до Фабиу Аурелиу Родригиш) е бразилски футболист, който играе за Ливърпул. Играе като ляв бек или като ляв полузащитник. Има силен изстрел с левия крак. Аурелио е първият бразилец, който е играл за Ливърпул. Преди да премине в Ливърпул е играл само за други два отбора - Сао Пауло и Валенсия, където негов треньор бе Рафаел Бенитес.

## Успехи

### Сао Пауло
- Шапион на щата Сао Пауло 1998 и 2000

### Валенсия
- Купа на Испания: 2002 и 2004
- Купа на УЕФА: 2004
- Суперкупа на Европа: 2004